# 李沖 (北魏)
李 沖（り ちゅう、450年 - 498年）は、北魏の官僚・政治家。もとの名は思沖。字は思順。本貫は隴西郡狄道県。

## 経歴
敦煌公李宝の六男として生まれた。459年（太安5年）に李宝が死去したため、李沖は長兄の李承の訓育を受けた。献文帝の末年、中書学生となった。孝文帝の初年、秘書中散に転じ、禁中の文事をつかさどった。後に内秘書令・南部給事中に転じた。
485年（太和9年）、三長制の制定を求めて上奏した。中書令の鄭羲や秘書令の高祐らの反対を受けたが、文明太后や太尉の元丕らの支持を得て、三長制は施行された。李沖は給事中のまま中書令となり、散騎常侍の位を加えられた。まもなく南部尚書に転じ、順陽侯の爵位を受けた。文明太后に気に入られて、賞賜は月に数千万に及び、隴西公に爵位を進められた。財産を姻戚や郷里の人々に分け与え、謙抑自制につとめたため、当時の士人の賞賛を受けた。
かつて李沖の兄の李佐は来崇とともに北涼から北魏に入ったが、来崇は罪に問われて獄中で餓死していた。後に来崇の子の来護が不正蓄財の罪で李佐を糾弾したため、李佐と李沖の兄弟は獄に繋がれた。まもなく赦免にあったが、李佐兄弟はこのことを恨みに思っていた。李沖が高位に上ったとき、来護は南部郎となっていたが、李沖に陥れられることを恐れていた。来護が後に不正な蓄財の罪を問われると、李沖による報復は必至と思われたが、李沖は来護を弁護する上奏を行ったため、来護は罪科を赦された。
490年（太和14年）に文明太后が死去すると、孝文帝は喪に服したが、内々に李沖を引見してその意見を聞いた。孝文帝の李沖に対する信任は深く、君臣間の情義は並ぶ者のないほどであった。官僚制度の改革や五等の爵位の制定に参与したことから、滎陽郡開国侯に封じられ、廷尉卿に任じられた。まもなく侍中・吏部尚書・咸陽王師に転じた。493年（太和17年）、元恂が皇太子として立つと、李沖は太子少傅となった。
この年、孝文帝が南征の軍を発すると、李沖は輔国大将軍の号を加えられ、兵を率いて従軍した。都の平城を出立して洛陽に入ると、霖雨が降り止まないことを口実に、進軍を停止した。孝文帝が群臣たちに意見を求めると、李沖は長雨のために兵馬が疲弊しているとして、伊洛の境内にとどまるよう進言した。そこで孝文帝は南征にこだわるふうを装って、怒ってみせた。安定王元休や任城王元澄らが泣いて帝を諫め、孝文帝は渋々の態で同意してみせた。孝文帝はもともと洛陽への遷都を予定していたが、北方出身者が郷愁に駆られるのを恐れて、まず南征の動員をかけ、妥協の形による洛陽移宮を演出してみせた。洛陽遷都の実現には、李沖の協力が大きかった。まもなく李沖は侍中・太子少傅のまま鎮南将軍となり、洛陽の新都建設を取り仕切った。陽平郡開国侯に改封された。
494年（太和18年）、孝文帝が南征の軍を発すると、李沖は尚書左僕射を兼ね、洛陽の留守をつとめた。孝文帝が淮水を渡ると、元英と劉藻に漢中を攻撃させ、制圧後には南鄭に駐屯させることを予定して雍州・涇州・岐州の兵6000人を召し出させようとした。李沖は「鞭の長しといえども、馬腹に及ばず」と言って諫め、南鄭城を落としても直轄地にするべきでないと主張した。孝文帝は李沖の意見に従った。
495年（太和19年）、太子少傅を兼ねたまま、尚書僕射となり、清淵県開国侯に改封された。496年（太和20年）、太子元恂が廃位されると、李沖は太子少傅を退任した。497年（太和21年）、元抜や穆泰らが謀反の罪で告発されると、元抜の養子に連座の罪が及ぶかどうかで議論となったが、李沖は父と兄弟で実情を知らなかった者は連座しないという規定から敷衍して、処断すべきではないと主張した。孝文帝は死罪にあたるところを特に赦すという形で決着させた。
498年（太和22年）、李沖は任城王元澄とともに李彪の無礼を糾弾する上表をおこなった。その言辞は激越で、もともと温和な性格の李沖に似つかわしくないものであった。李沖は病の発作を起こして、言語は錯乱し、腕を振り上げて李彪を小人とののしった。医薬も効き目がなく、ある医者は肝臓が破裂していると見立てた。十数日後に死去した。享年は49。司空公の位を追贈された。諡は文穆といった。

## 妻子

### 妻
- 滎陽鄭氏（鄭徳玄（鄭羲の叔父の鄭恬の子）の娘）

### 男子
- 李延寔
- 李休纂（小字は鍾羌、太子舎人）
- 李延考（尚書屯田郎中、河陰の変で殺害された）

### 女子
- 李長妃（鄭道昭にとついだ）
- 李仲玉（鄭洪建にとついだ）
- 李令妃（盧淵の子の盧道裕にとついだ）
- 李媛華（483年 - 524年、彭城王元勰にとついだ）
- 李稚妃（崔光の子の崔勗にとついだ）
- 李稚華（元季海にとついだ）

## 伝記資料
- 『魏書』巻53 列伝第41
- 『北史』巻100 列伝第88